# Šarišské Čierne
Šarišské Čierne, russinisch Шарішске Чорне/Scharischske Tschorne (bis 1948 slowakisch „Čarno“ – bis 1927 auch „Čierne“; ungarisch Csarnó) ist eine Gemeinde im Osten der Slowakei mit 299 Einwohnern (Stand 31. Dezember 2024). Sie gehört zum Okres Bardejov, einem Kreis des Prešovský kraj, und wird zur traditionellen Landschaft Šariš gezählt.

## Geographie

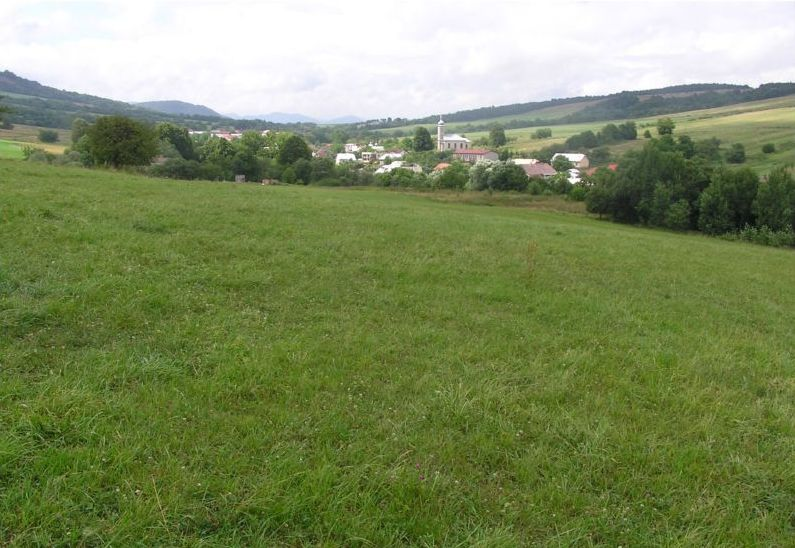
Šarišské Čierne

Die Gemeinde befindet sich in den Niederen Beskiden, noch genauer im Bergland Ondavská vrchovina, am Bach Jarok im Einzugsgebiet der Ondava. Das Ortszentrum liegt auf einer Höhe von 394 m n.m. und ist 14 Kilometer von Bardejov entfernt (Straßenentfernung).
Nachbargemeinden sind Cigla im Norden, Dubová im Nordosten, Kurimka im Osten, Hažlín und Beloveža im Süden, Andrejová im Südwesten und Westen und Smilno im Nordwesten.

## Geschichte
Šarišské Čierne entstand im 13. Jahrhundert nach deutschem Recht, 1329 wurde es erwähnt, allerdings ohne Namen und war damals Teil der Herrschaft von Kurima, ab 1352 von Makovica. 1414 taucht der Name Fekethepathak auf. 1427 wurden 26 Porta verzeichnet, 1618 nur noch 13 Porta. 
1787 hatte die Ortschaft 75 Häuser und 411 Einwohner, 1828 zählte man 75 Häuser und 565 Einwohner, die als Landwirte sowie Schaf- und Viehhalter beschäftigt waren. Um die Mitte des 19. Jahrhunderts sowie später in der ersten tschechoslowakischen Republik wanderten viele Einwohner aus.
Bis 1918 gehörte der im Komitat Sáros liegende Ort zum Königreich Ungarn und kam danach zur Tschechoslowakei beziehungsweise heute Slowakei. Nach dem Zweiten Weltkrieg pendelte ein Teil der Einwohner zur Arbeit in Industriebetriebe in Bardejov und Svidník, die örtliche Einheitliche landwirtschaftliche Genossenschaft (Abk. JRD) wurde im Jahr 1950 und erneut 1958 gegründet.

## Bevölkerung
| Jahr                | 1994 | 2004    | 2014    | 2024    |
| ------------------- | ---- | ------- | ------- | ------- |
| Anzahl der Personen | 357  | 325     | 301     | 299     |
| Unterschied         |      | −8,96 % | −7,38 % | −0,66 % |

| Jahr                | 2023 | 2024    |
| ------------------- | ---- | ------- |
| Anzahl der Personen | 294  | 299     |
| Unterschied         |      | +1,70 % |

Nach der Volkszählung 2011 wohnten in Šarišské Čierne 308 Einwohner, davon 206 Slowaken, 79 Russinen, 10 Ukrainer, sechs Roma und ein Tscheche. Sechs Einwohner machten keine Angabe zur Ethnie.
159 Einwohner bekannten sich zur orthodoxen Kirche, 115 Einwohner zur griechisch-katholischen Kirche, 17 Einwohner zur römisch-katholischen Kirche, vier Einwohner zu den Zeugen Jehovas und ein Einwohner zur Evangelischen Kirche A. B. Fünf Einwohner waren konfessionslos und bei sieben Einwohnern wurde die Konfession nicht ermittelt.

## Bauwerke
- griechisch-katholische Kirche Geburt der hochheiligen Gottesgebärerin[6]
- griechisch-katholische Kapelle Schutz der hochheiligen Gottesgebärerin[7]

## Verkehr
Nach Šarišské Čierne führt die Straße 3. Ordnung 3523 von Smilno (Anschluss an die Straße 1. Ordnung 77) nach Šarišský Štiavnik (Anschluss an die Straße 1. Ordnung 21). Im Ort zweigt von ihr die Straße 3. Ordnung 3554 Richtung Dubová und Nižný Mirošov ab.

## Söhne und Töchter der Gemeinde
- Alexander Pavlovič (1819–1900), russinischer Dichter, Schriftsteller und griechisch-katholischer Priester